# Сан Кандидо
Сан Ка̀ндидо (на италиански: San Candido; на немски: Innichen, Инихен) е малко градче и община в Северна Италия, автономна провинция Южен Тирол, автономен регион Трентино-Южен Тирол. Разположено е на 1175 m надморска височина. Населението на общината е 3299 души (към 2010 г.).

## Език
Официални общински езици са и италианският и немският. Най-голямата част от населението говори немски. В общината се говори и други романски език, ладинският.
| %     | Роден език      |
| 14,64 | Италиански език |
| 85,06 | Немски език     |
| 0,30  | Ладински език   |